# Libanon
Libanon, hivatalos nevén Libanoni Köztársaság (arab: الجمهورية اللبنانية) ország Délnyugat-Ázsiában, a Közel-Keleten. Északról és keletről Szíria, délről Izrael, nyugatról pedig a Földközi-tenger határolja. Területe Magyarországénak kb. egy-kilencede, ahol több mint 6 millió ember él.
A mai területét történelme során mind a kereszténység, mind az iszlám erősen befolyásolta. A jelenlegi határain belül az államot Franciaország 1920-ban "Nagy-Libanon" néven hozta létre. A második világháború alatt függetlenné vált Franciaországtól, majd kialakult egy nem szokványos politikai rendszer, amely az egyes vallási csoportok demográfiai súlyával arányos hatalommegosztáson alapul.  
Az 1975-1990-es polgárháború előtt virágzó állam volt, a Közel-Kelet pénzügyi és banki központja, amiért megkapta a nem hivatalos „Közel-Kelet Svájca” nevet is. A hosszú polgárháború azonban tönkretette és a politikai egyensúly is törékeny a különböző etnikai és vallási csoportok között. 2019 óta a helyzet tovább romlott, és a nagyszabású néptüntetések végül a miniszterelnök lemondásához vezettek. 2020-ban hatalmas robbanások rázták meg Bejrútot, amelynek következtében több mint 300 ezren váltak hajléktalanná. Az ország 2020-ban csődöt jelentett. A munkanélküliség az egekig terjed. Az ország fizetőeszköze összeomlott, 2022 májusában történelmi mélypontot ért el, ami azt jelenti, hogy a lakosság nagy része már nem engedheti meg magának a túlélés szükségleteit. Mindezeken felül jött a Covid-19 világjárvány, majd az ukrajnai háború következtében az élelmiszer- és energiaárak gyors emelkedése. A lakosság több mint 50 százaléka még a legutóbbi emelések előtt is a szegénységi küszöb alatt él.
Libanont részben nem a központi kormány, hanem az iszlamista Hezbollah uralja. A helyzet azért is súlyos, mert gondoskodniuk kell az országban lévő sok (szíriai és palesztin) menekültről. 2020 táján globális szinten is itt a legmagasabb a lakossághoz és területhez képest is a menekültek aránya.
Alapító tagja volt az Egyesült Nemzetek Szervezetének; tagja az Arab Ligának (1945), az el nem kötelezett országok mozgalmának (1961), az Iszlám Konferencia Szervezetének (1969) és a frankofón országoknak (1973).

## Etimológia
Nevét a Libanoni-hegységről kapta, amely a Földközi-tenger partja mentén húzódik keresztül az országon. A hegység elnevezése az ősi sémi laban (= "fehér") szóból ered, mivel viszonylag magas csúcsait télen hó borítja.

## Története

### Az őskorban
A Bejrúttól 10 km-re északnyugatra fekvő Ksar Akil, egy nagy köves menedék, meredek mészköves sziklák alatt, ahol a régészek 23,6 méter mélyen az egyik leghosszabb paleolit kovakő gyárat tárták fel. Ezen felül találtak itt bebarnult felső „Levalloiso-Mousterien” (Moustier-kultúra) maradványokat hosszú, háromszög alakú rétegekkel. Az efeletti rétegek bemutatták a Felső-paleolit mind a hat szintjét. Ennek az első részén emirát pontot találtak, (XXIV), nagyjából 15,2 méter mélyen egy nyolc éves homo sapiens csontvázát tárták fel, (aki az Egbnert nevet kapta), és jelenleg a Bejrúti Nemzeti Múzeumban került kiállításra, miután az Amerikai Egyesült Államokba is elvitték tanulmányozni. Őt 11,6 m mélységből ásták ki. A XXV—XXVI. szintről egy neandervölgyi ember felső állcsontját szedték ki. Hooijer tanulmányai arra utalnak, hogy a fauna (biológia) jellemző állatai között ott voltak a caprák és az európai dámvadak, majd a Stephanorhinus is megjelent a korszak végén.
Úgy vélik, itt lehet megtalálni a legrégebbi jeleket a felső-paleolit eszközök használatáról. A műalkotások közül itt találták meg a Ksar Akil réteget, amely jellemzője az itt megtalált eszközöknek. Ezen kívül találtak itt kilyukasztott kagylókat, amiket a kialakításukból fakadóan medálként vagy gyöngyként viseltek. Ezzel az egyik első nyugat-eurázsiai nép lehetett, mely személyes díszítéseket használt. Rádiókarbonos mérések szerint az első emberek nagyjából 45 000 évvel ezelőtt élhettek a környéken. A személyes díszítések jelenléte Ksar Akilban arra utalhat, hogy megjelent a modern emberi viselkedés. Az itt talált díszítések egyidejűek lehettek az olyan késő-kőkorszaki leletekkel, mint amit Enkapune Ya Muto környékén találtak.

### Az ókor

Főnicia és a kereskedelmi útvonalaik

Az ókorban a föníciaiak éltek ezen a területen, akik tengerparti, kereskedő kultúrája több mint 2000 évig virágzott (Kr. e. 2700-450). Ősi romok találhatók Bübloszban, Bejrútban, Szidónban és Türoszban is. Büblosz, az egyik legjelentősebb föníciai város területén már a Kr. e. 28. században kereskedelmi kolónia létezett. A föníciaiak a Földközi-tenger medencéjében számos helyre eljutottak, és kereskedő kolóniákat alapítottak (például Karthágót). Fönícia hűbéresi viszonyban volt az Újbabiloni birodalommal, ténylegesen csak a Perzsa Birodalom foglalta el. Később Nagy Sándor birodalmának része lett, akinek halála után birodalma szétesett, Libanon I. Szeleukosz uralma alá került. A rómaiak az I. e. 1. században foglalták el a területet, ami a Római Birodalom bukása után a Bizánci Birodalom részévé vált egészen az arabok hódításáig a 7. században.

### Középkor
A középkorban Libanon nagy szerepet játszott a keresztes háborúkban. Itt vonultak a keresztesek Jeruzsálem felé, illetve később a keresztes államok része lett. A mai Libanon területének déli része a Jeruzsálemi Királysághoz tartozott, az északi rész a Tripoli fejedelemség központja lett.
Libanon területe csak a 13. század végére került újra muszlim kézre: előbb az egyiptomi központú Mamlúk Birodalom, majd 1516-tól az Oszmán Birodalom része lett.
A libanoni kikötők fontos szerepet játszottak a Velencével és más itáliai államokkal folytatott kereskedelemben. A helyi keresztények felett Franciaország vállalt védnöki szerepet.

### A modern Libanon
Az első világháború után Libanon a francia népszövetségi irányítás alatt álló Szíriához került. 1926. szeptember 1-jén Franciaország létrehozta a független Libanoni Köztársaságot, ami immár önálló állam volt, de még mindig a szíriai népszövetségi mandátum irányítása alatt állt. 1941-ben a Vichy Franciaország megengedte, hogy a német hadsereg keresztülvonuljon Szírián Irak felé, ahol britekkel harcoltak. Nagy-Britannia emiatt csapatokat küldött Libanon és Szíria területére. A harcok befejezése után 1941. november 26-án bejelentették, hogy Libanon független lesz, de a Szabad Franciaország irányítása mellett. 1943-ban választásokat tartottak, a megalakuló kormány pedig november 8-án egyoldalúan felmondta a francia mandátumot. Válaszul a franciák bebörtönözték a kormányt, majd november 22-én a nemzetközi nyomás hatására szabadon engedték őket, és elismerték Libanon függetlenségét. Az utolsó francia csapatok 1946-ban vonultak ki.
A negyedik arab-izraeli háború (1973) után két évvel Libanon polgárháborúba süllyedt, amely 15 éven át tartott (1975-1990).
A becslések szerint a háború akár 150 ezer halálos áldozatot követelt, és csaknem egymillió ember menekült el az országból.
Vasúthálózatát (Chemin de fer de l'État Libanais, CEL) a polgárháború tönkretette, és a mai napig (2024) teljesen leállt.
A szemben álló felek 1989-ben egyeztek meg (Táifi egyezmény), ami után elkezdődhetett a politikai élet és az ország újjáépítése. Azonban az ország déli részéből egy kb. 25 km-es sáv izraeli megszállás alatt maradt, a síita Hezbollah dél-libanoni milíciáját nem szerelték le, Bejrúttól keletre, főként a Bekaa-völgyben pedig kb. 16 000 szíriai katona állomásozott.
Politikai téren újból érvénybe lépett a függetlenség elnyerése után kialakult hatalommegosztás, amely szerint az államelnöki tisztséget minden esetben maronita keresztény, a miniszterelnökit szunnita muszlim, míg a parlament elnökének tisztét síita muszlim vallású személy tölti be.
2000. május 25-én Izrael kivonult a dél-libanoni határövezetből, feladva a falangista milicisták által ellenőrzött kb. 25 km széles ütközőzónát.

### 21. század
Az ENSZ BT 1559. számú határozata felszólította Szíriát, hogy vonuljon ki Libanon keleti részéből, az arab állam azonban sokáig vonakodott eleget tenni a felszólításnak. 2005 februárjában, az ENSZ által elrendelt vizsgálat szerint feltehetően a szír titkosszolgálat közreműködésével, meggyilkolták Rafík Haríri korábbi libanoni miniszterelnököt és további 20 személyt. A libanoni közvéleményt az eset mélységesen felháborította, Bejrútban hatalmas tömegtüntetéseken („cédrusforradalom”) követelték a szíriai csapatok kivonulását, amely a külföldi nyomásnak is köszönhetően 2005 áprilisában következett be. A következő hónapokban Libanon megtartotta a polgárháború utáni első demokratikus választását, amelyen a meggyilkolt volt miniszterelnök fiának, Szaad Harírinek és szövetségeseinek pártja kapta a legtöbb szavazatot.

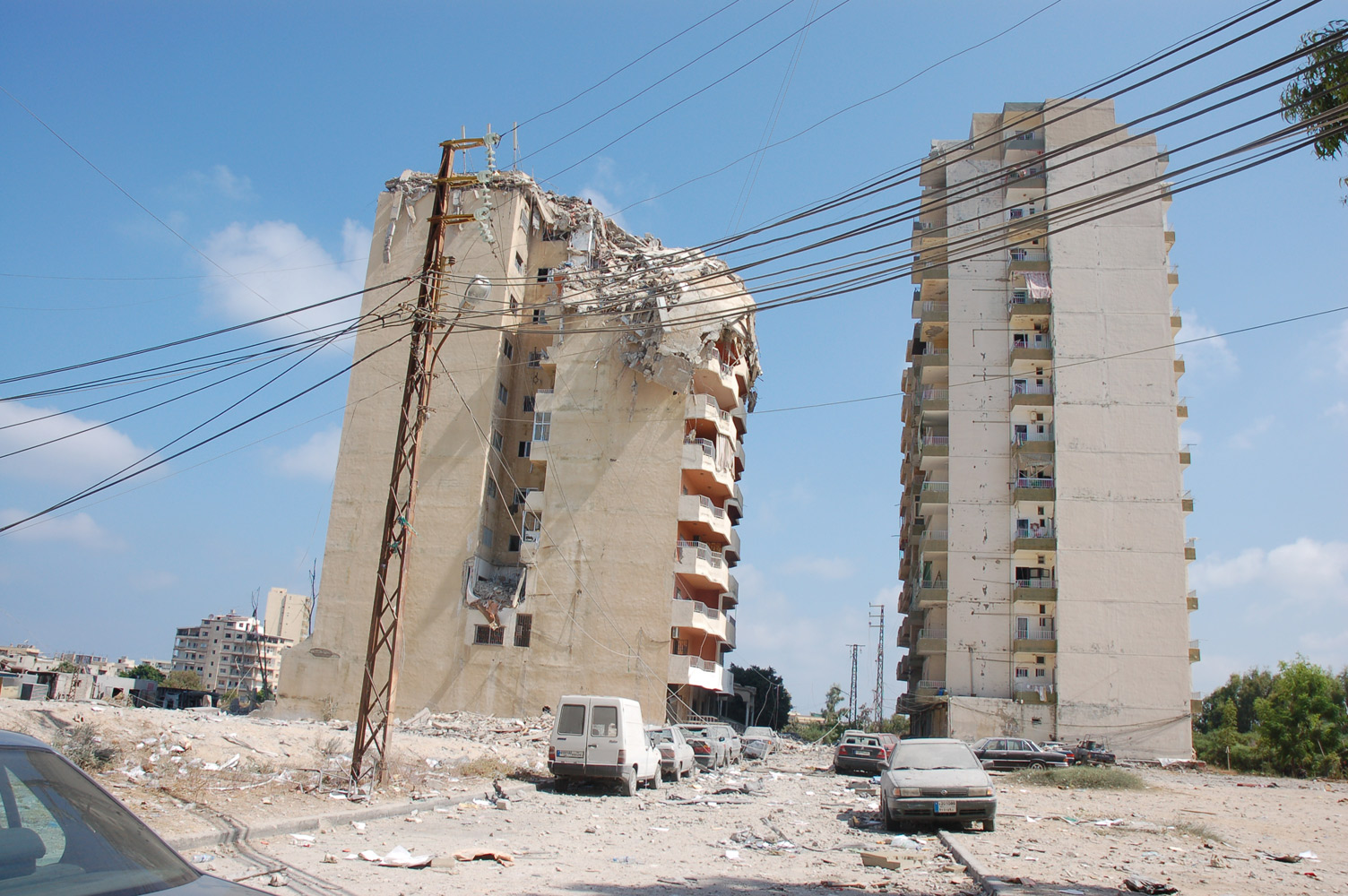
Szétlőtt lakóház Türoszban (2006)

2006. július 12-én, miután Izrael megsértette Libanon légterét, a Hezbollah harcosai betörtek az izraeli határövezetbe, majd megöltek nyolc katonát és kettőt hadifogságba ejtettek, Izrael bombázni kezdte a Hezbollah állásait és egyéb, polgári létesítményeket egész Libanon területén, az országot pedig tengeri és légi zárlat alá helyezte. A Hezbollah válaszul több ezer rakétát lőtt ki Izrael északi területeire. A konfliktus első heteit elszórt határmenti harcok és kölcsönös rakétatámadások sora jellemezte, amelynek túlnyomórészt civilek estek áldozatául. Augusztus 11-én az ENSZ BT hosszú ideig egyeztetett, békéltető állásfoglalásának kihirdetése előtt, Izrael a Litáni folyó vonaláig bezáróan az addigiaknál nagyobb erejű szárazföldi támadást indított. A BT határozata értelmében a zsidó állam vezetése augusztus 13-án elfogadta a tűzszüneti felhívást és beleegyezett, hogy csapatait több ezer ENSZ-békefenntartó és a libanoni hadsereg katonái váltsák fel. Hasonlóképp nyilatkoztak a libanoni kormány és a Hezbollah képviselői is. Az egy hónapon át tartó harcok közel 1100 halottat és 3700 sebesültet követeltek Libanonban, az ország gazdaságát pedig előzetes számítások szerint több mint ötmilliárd dolláros kár érte. (A két elhurcolt izraeli katona holttestét 2008. július 16-án adták át Izraelnek a korábban megkötött fogolycsere-egyezmény keretében.)
2007-ben az észak-libanoni palesztin menekülttáborok körül fegyveres összecsapások voltak.
A 2020. augusztus 4-én a bejrúti kikötőben bekövetkezett hatalmas robbanás rázta meg a fővárost. A detonáció 200 ember életébe került és 300 ezer ember vesztette el otthonát. A tragédia miatt kormányellenes zavargások törtek ki a fővárosban, amelyeken az emberek a vezetők távozását követelték, ellenkező esetben fegyveres harcba is készek voltak bocsátkozni. A robbanás okozta társadalmi feszültség és gazdasági visszaesés olyan rettentő méretet öltött napokon belül, hogy a Hasszán Diab vezette kormánynak augusztus 10-én le kellett mondania.
2024 szeptemberében az Izrael által felrobbantott személyhívók és adó-vevők során sok Hezbollah-tag és ártatlan ember halt meg és több ezer megsérült.

## Földrajz

### Domborzata
Nyugatról kelet felé haladva négy fő tájegység különböztethető meg:
- a keskeny tengerparti síkság
- a Libanoni-hegység
- a Bekaa-völgy – az ország legfontosabb mezőgazdasági vidéke.
- az Antilibanon-hegység. Délen a Hermon-hegységben ér véget és természetes határt képez Szíriával.

A Földközi-tenger keleti partvidékén elterülő országot a Libanoni-hegység uralja. Magasabb részeit télen hó borítja. A hegység legmagasabb pontja: Kurnat-esz-Szauda, 3083 m. A hegységtől keletre húzódó Antilibanon 2629 méterig emelkedik, míg ennek déli hegyóriása, a Hermon 2814 m magas.

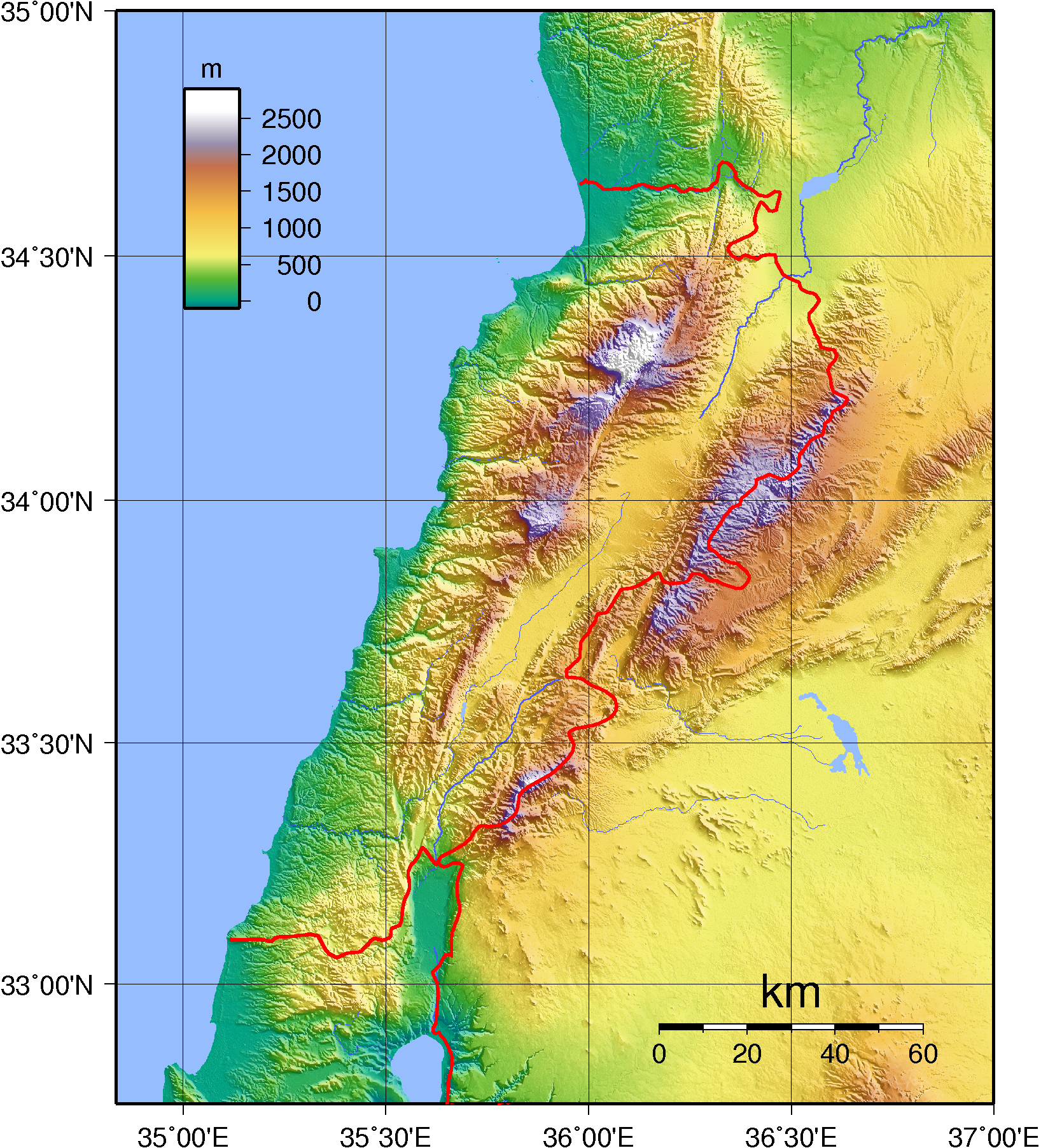
Domborzati térkép

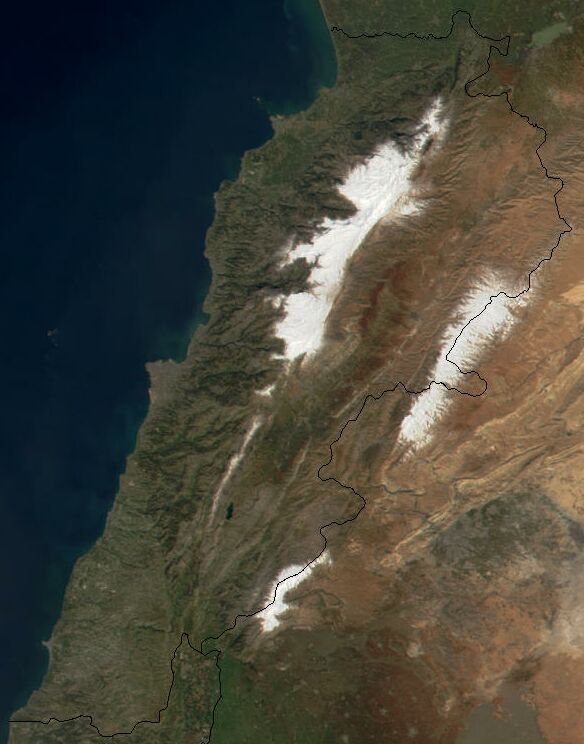
Műholdas kép (2002. márc.)
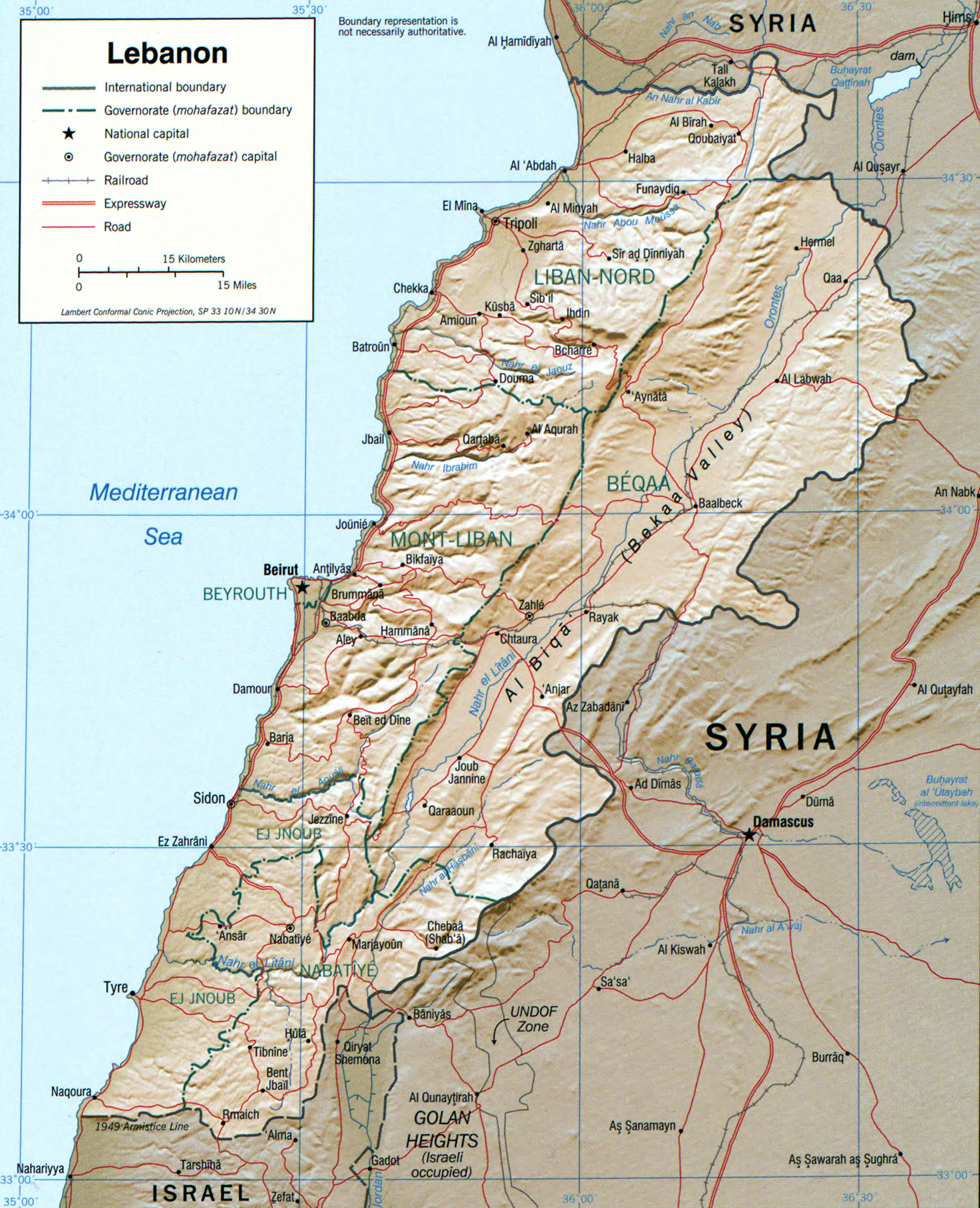
Főbb folyók, települések stb.
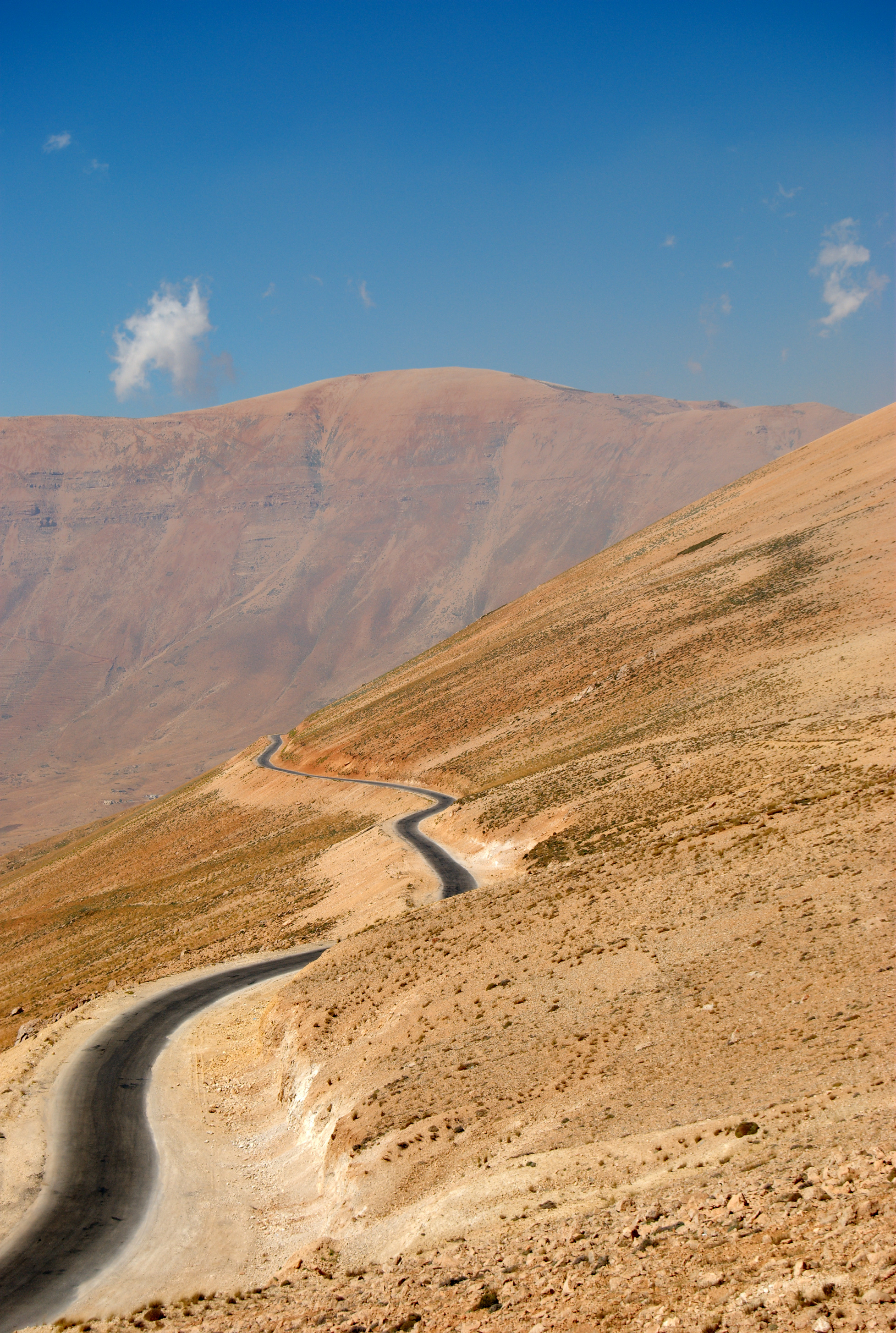
Hegyek Baalbek és Bcharre között
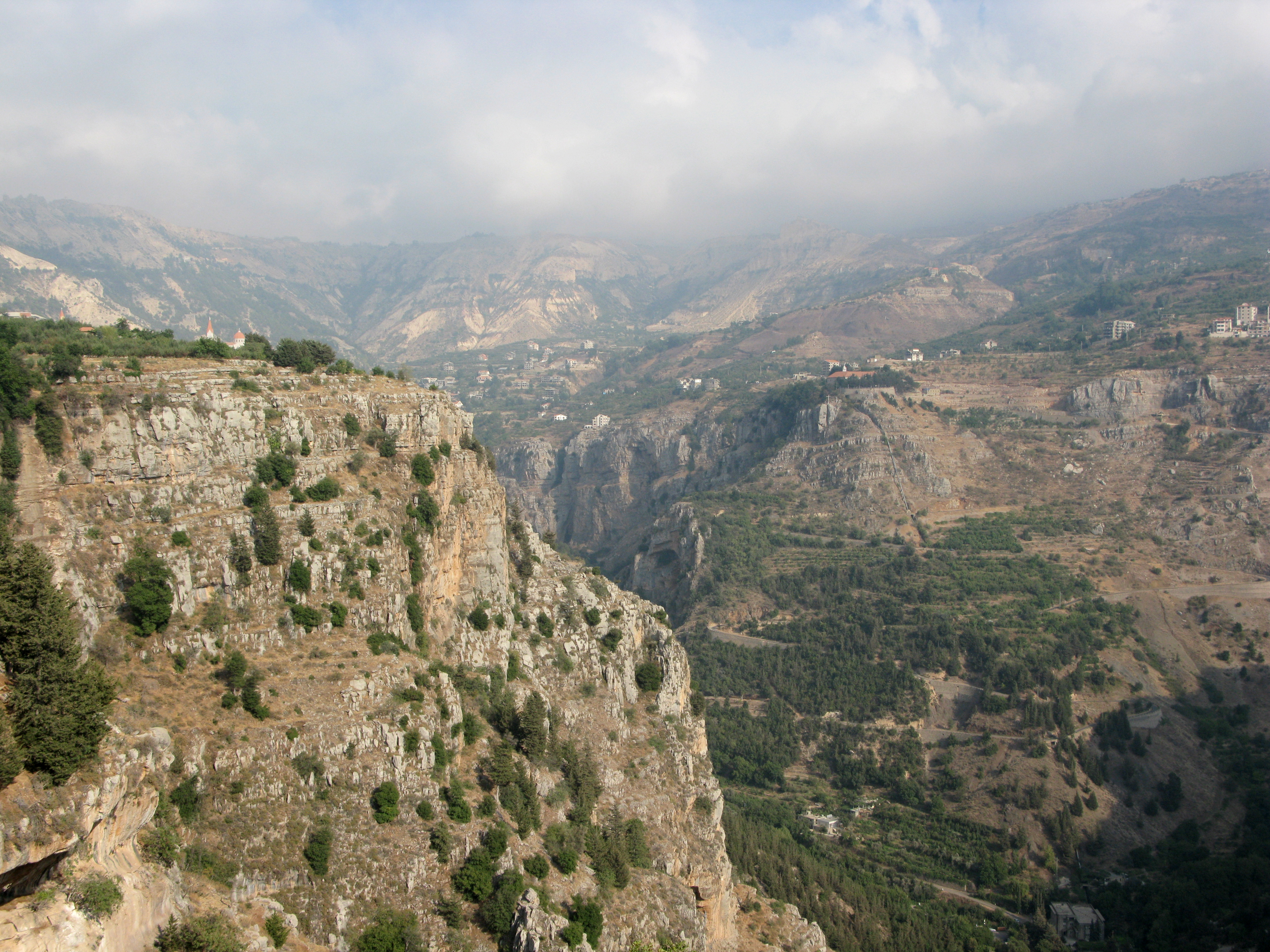
A Kadisha-völgy az ország északi részén
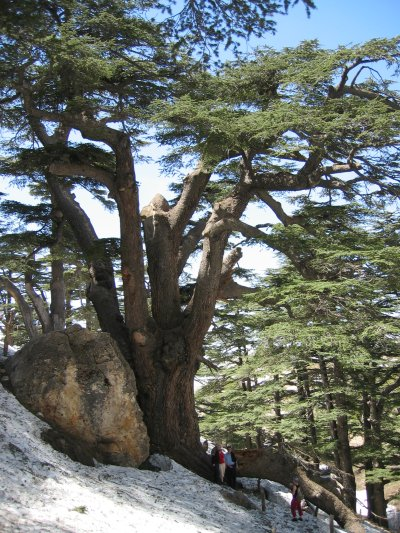
Egy libanoni cédrus

### Vízrajza
Főbb folyói: Orontész, Litáni, Nahr al-Kabir.

### Éghajlata
A parti síkság meleg, mediterrán éghajlatú, száraz nyarakkal. Nagyobb magasságokban télen gyakori a fagy, decembertől áprilisig hó is előfordul.
A tenger vize télen is elviselhető a fürdéshez (kb. 16 °C).

### Élővilág, természetvédelem
A hegyeket örökzöld erdő borítja. A tölgy az egész országban elterjedt.
Az ország jelképe a libanoni cédrus. Egykor hajóépítésre és épületfának használták, mára alig maradt belőle valami. Az a kevés védett. A kiirtott erdők helyén az újulat nem tudja megvédeni a talajt az eróziótól, ezért az egykori nagy erdőségeit kopár karsztfennsíkok, sziklagyepek váltották fel.
Állatvilágában a növényevők közül megtalálható a bezoárkecske és a golyvás gazella, a rágcsálók közül jellegzetes a perzsa mókus, a törpe hörcsög, az erdei pele, a levantei földikutya. A madarak közül fészkel itt pl. a kis kócsag, üstökösgém, fekete és parlagi sas. Jellegzetes hüllők: mór teknős, vörös rézsikló, homoki kígyó. 

#### Környezeti problémák
Libanon legnagyobb környezeti problémái közé tartozik az erdőirtás, a talajromlás, az erózió, az elsivatagosodás, és a fajok elvesztése is. Bejrútban a gépjárműforgalomból és az ipari hulladékok elégetéséből származó levegőszennyezés; a nyers, kezeletlen szennyvízből és olajszennyezésből származó vízszennyezés.

## Politika és közigazgatás

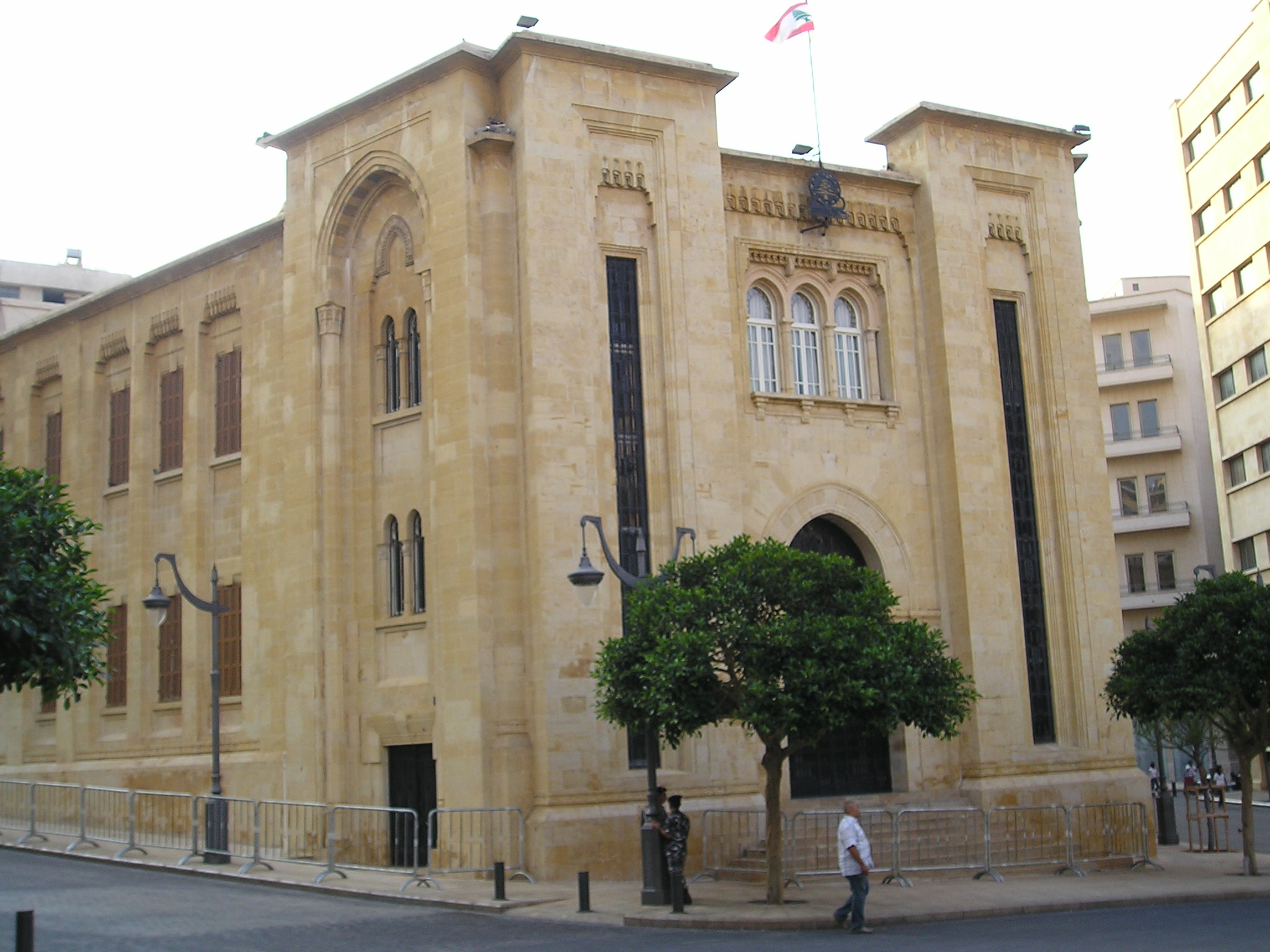
A parlament épülete

Az ország 1926 óta köztársaság, 2020 óta parlamentáris demokrácia. 
A libanoni alkotmányt 1926-ban fogadták el. Az alkotmány 24. cikke intézkedésként írja elő a politikai tisztségek konfesszionalizmus alapján történő elosztását, de nem határozza meg ezek elosztásának módját. Mindazonáltal előírja, hogy a helyek felét a keresztények, a felét pedig a muszlimok kapják.
Az államrendszer "libanoni modellje" (konfesszionalizmus) véglegesen 1943-ban jött létre, amikor az ország függetlenné vált Franciaországtól. Annak érdekében, hogy többé-kevésbé egyenlő hozzáférést biztosítsanak minden vallási felekezet számára a legfőbb hatalomhoz, a négy legmagasabb állami tisztség meghatározott vallási csoportok tagjai számára van fenntartva:
- az államfőnek maronita kereszténynek kell lennie
- a parlament elnökének síita muszlimnak kell lennie,
- a kormányfőnek szunnita muszlimnak kell lennie,
- a miniszterelnök-helyettesnek és a parlament alelnökének ortodoxnak kell lennie.

Ezek az előírások nem az 1926-os alkotmányon, hanem az 1943-as Nemzeti Paktumon alapulnak, és a felekezetek képviselői utoljára a Taif-egyezményben (1989) erősítették meg őket.
A törvényhozó hatalmat a Képviselők Közgyűlése (arabul: مجلس النواب) azaz a libanoni parlament képviseli, amely 128, négy évre megválasztott képviselőből áll. A közgyűlésnek 64 muszlim és 64 keresztény képviselőből kell állnia. A parlament megválasztja az elnököt, jóváhagyja a kormány összetételét, elfogadja a köztársaság törvényeit és költségvetését.

### Közigazgatási beosztás
Libanon hat kormányzóságra oszlik, azok 25 körzetre, a körzetek pedig községekre és városokra. A kormányzóságok a következők:
| Libanon kormányzóságai | 1. Bejrút 2. Libanon-hegy kormányzóság 3. Észak kormányzóság 4. Bekaa kormányzóság 5. Nabatijja kormányzóság 6. Dél kormányzóság |

## Népesség

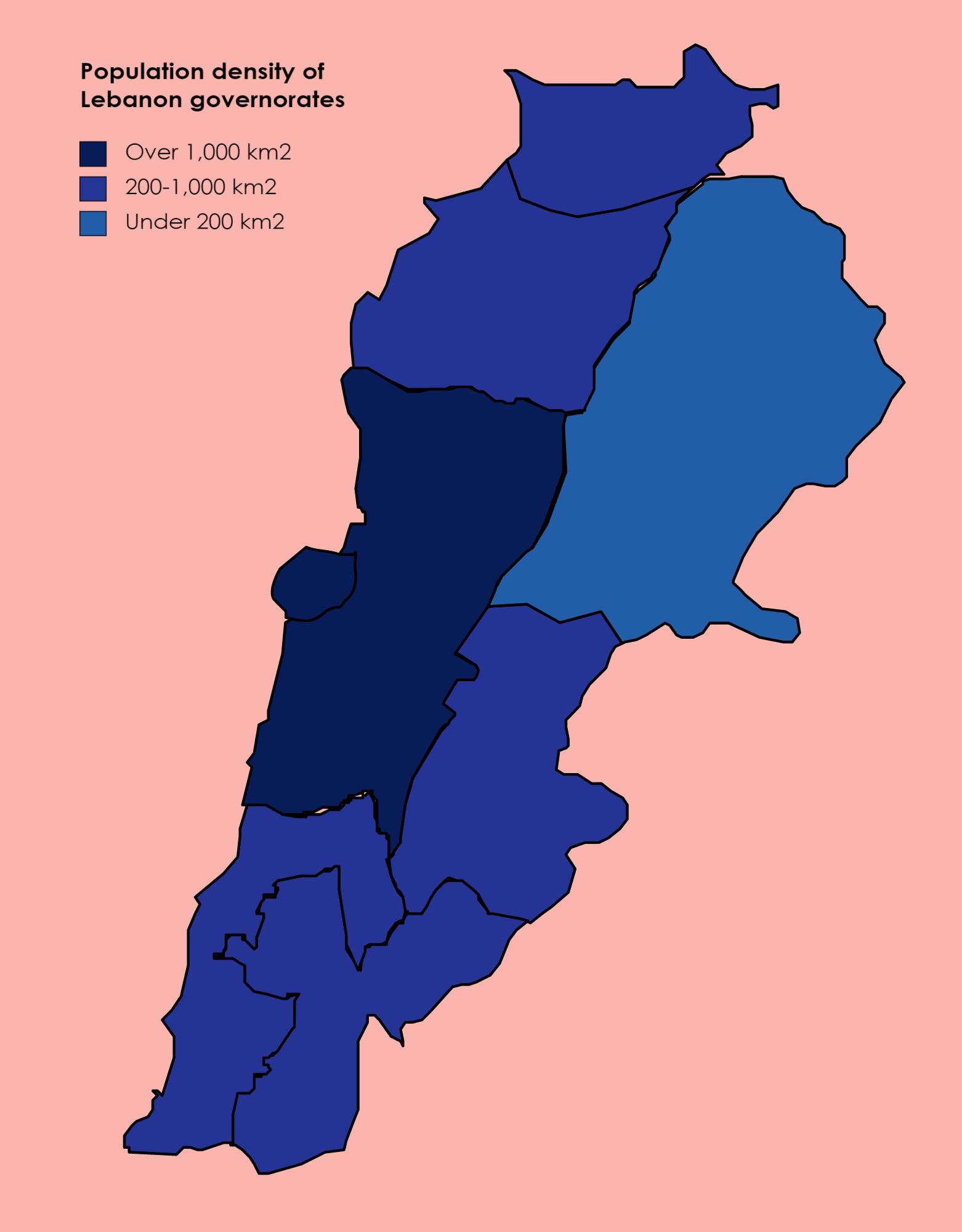
Libanon népsűrűsége 2017-ben

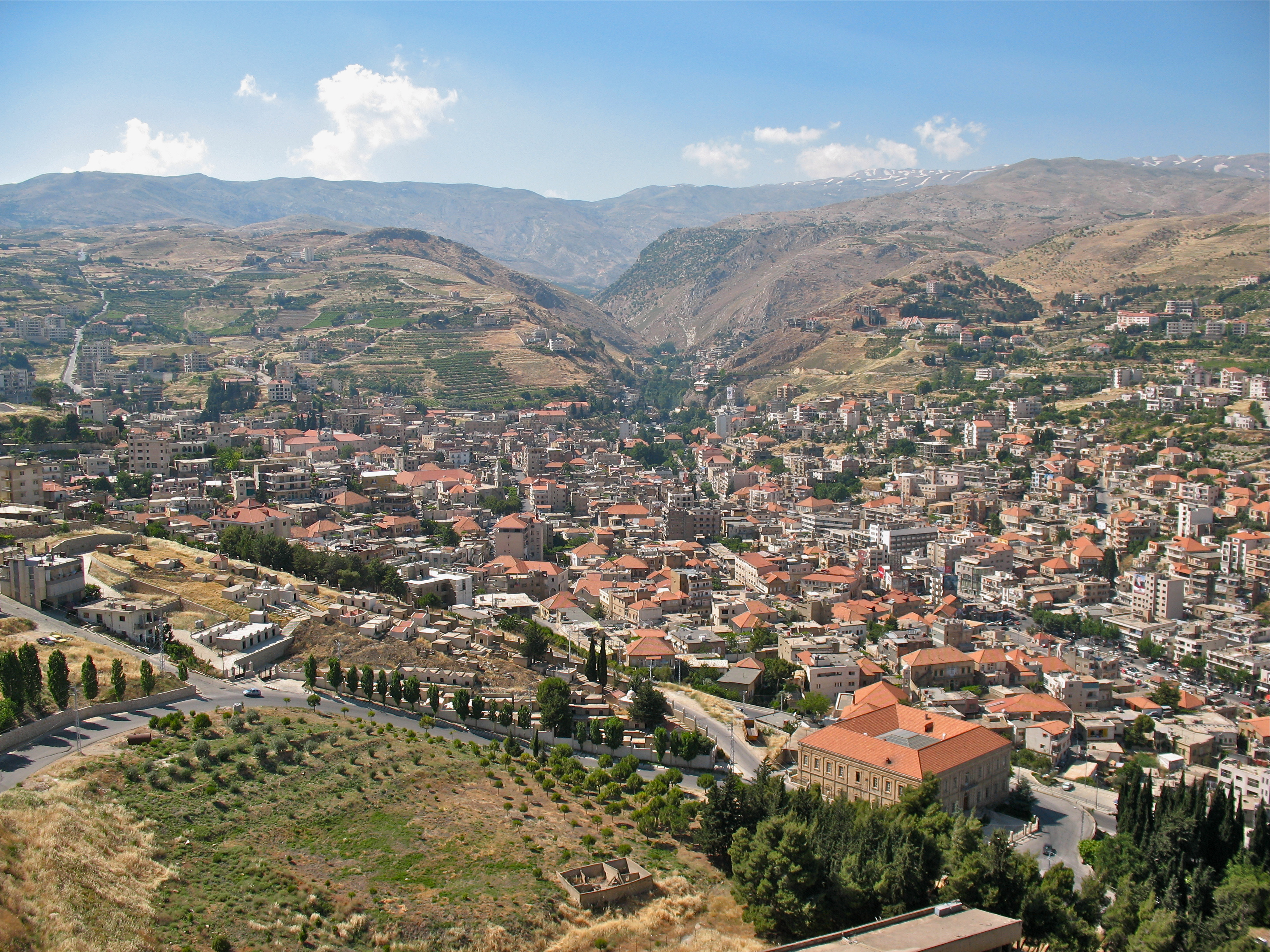
Zahlé városa

Egy keresztény templom és egy mecset Bejrútban

### Általános adatok
Az ország becsült lakossága 6,2 millió fő volt 2017-ben. Ennek kb. 40%-a menekült. Az 1990-es évek óta közel félmillió menekült érkezett Palesztinából. A 2010-es években kb. 2 millió szír menekült érkezett és maradt tartósan az országban.
Népessége 2018-ban a CIA alapján: 6,1 millió fő, ebből 1,5 millió szír és közel 0,5 millió palesztin menekült.

### Népességének változása
| Lakosok száma | 1 804 927 | 2 136 640 | 2 416 743 | 2 604 875 | 2 667 229 | 2 752 473 | 3 092 718 | 3 690 110 | 4 246 924 | 5 261 372 |
|               | 1960      | 1966      | 1972      | 1978      | 1984      | 1991      | 1997      | 2003      | 2009      | 2021      |

### Etnikai megoszlás
A népesség etnikai megoszlása: arab 95%, örmény 4%, egyéb 1%. A keresztény libanoniak nagy része nem arabnak azonosítja magát, hanem az ősi kánaániták leszármazottaiként, és még inkább föníciainak. A libanoni lakosság a föníciai, görög, egyiptomi, török és arab népek keveredéséből alakult ki az évezredek során. 

### Nyelvi megoszlás
Hivatalos nyelv az arab, de sokan beszélik a franciát és az angolt is. Az alkotmány határozza meg azokat az eseteket, amelyekben a francia nyelv hivatalosként használható.

### Vallási megoszlás
Vallási megoszlás a CIA World Factbook 2020-as adatai alapján.
A vallási megoszlás 2014-es becslés alapján :
- muszlim 54% (síita, szunnita, drúz, izmaelita, alavita vagy nuszajri);
- keresztény 40% (maronita katolikus, görög ortodox, melkita katolikus, örmény ortodox, örmény katolikus, szír katolikus, szír ortodox, római katolikus, káldeus, asszír, kopt, protestáns);
- egyéb, ateista 6%

Hivatalosan 18 vallási felekezet van elismerve az országban (2012).
A palesztin és szír menekültek beáramlása felborította az érzékeny vallási egyensúlyt, és a muszlimok kerültek túlnyomó többségbe.
A lakosság vallás szerinti területi elkülönülése fokozódott: a tengerpart középső szakaszát kísérő széles sávban a keresztények, északon és délen a muszlimok vannak többségben (2006), a Libanoni-hegység középső részén és a Bekaa-árok déli sávjában zárt drúz közösségek élnek. 

## Gazdaság

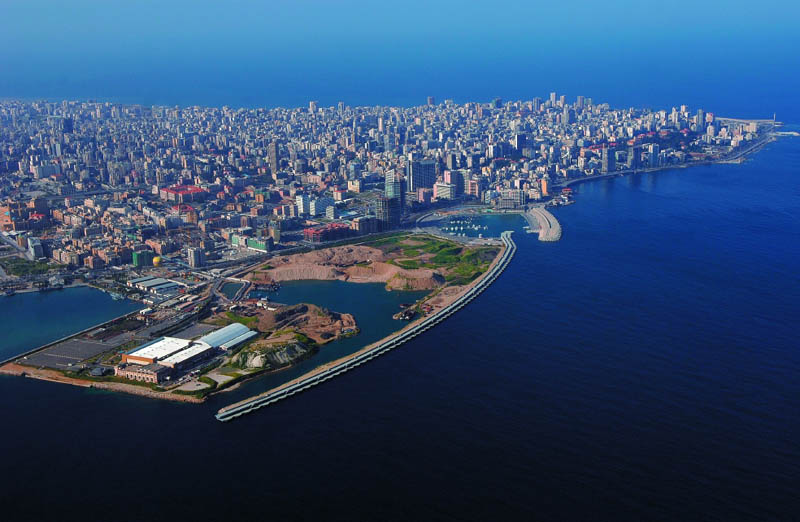
Bejrút, a főváros egy képe

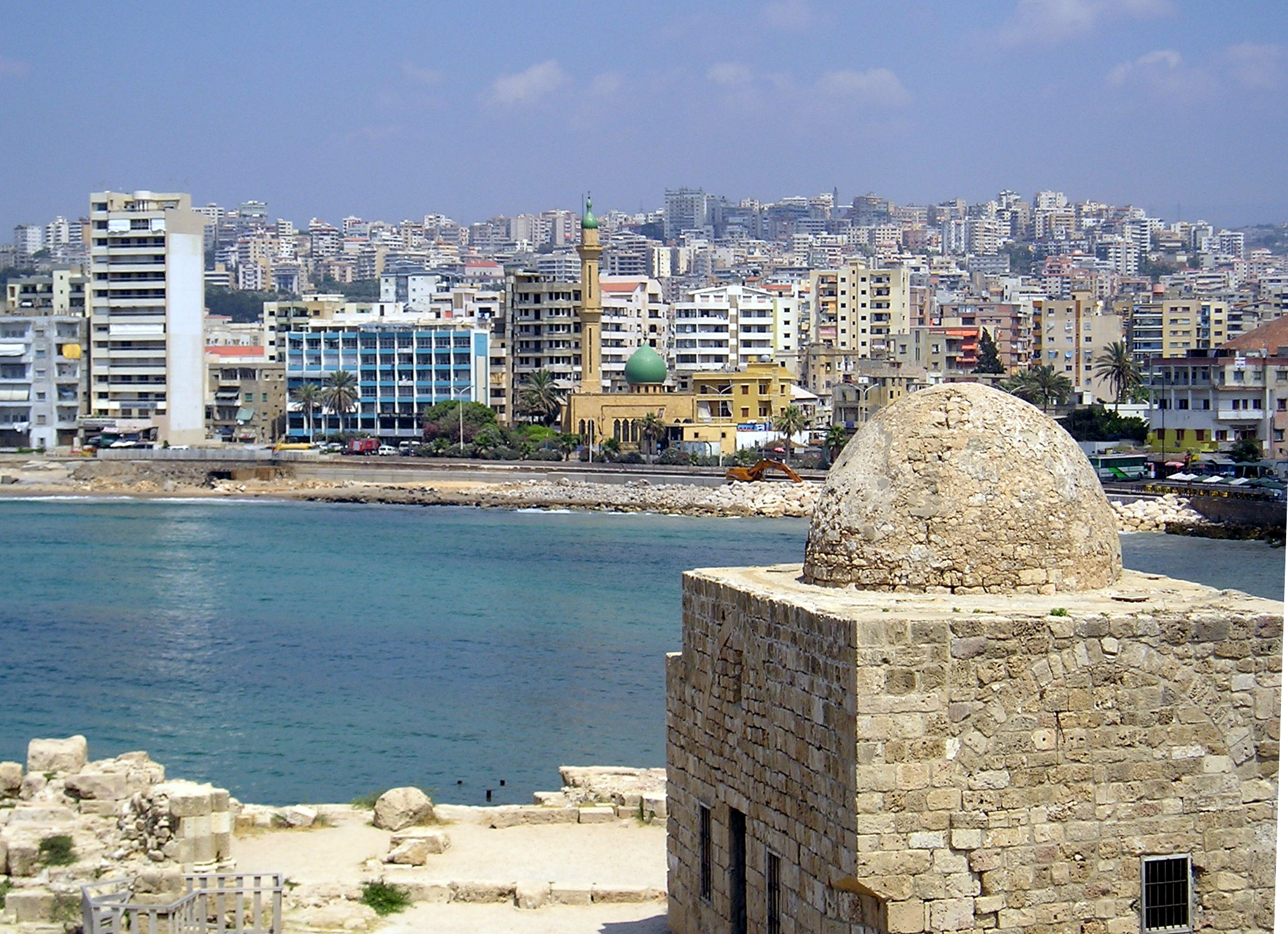
Szidón

### Általános adatok
Az 1970-es évekig a térség egyik leggazdagabb, legfejlettebb államának gazdasági fejlődését a sorozatos polgárháborúk, megszállások visszavetették és nagyarányú kivándorlást indítottak el. Az 1990-es években megkezdődött az ország helyreállítása, a közigazgatás működése, a gazdaság talpra állítása a jelentős külföldi támogatásokkal. Ennek hatására 1994-ben már 8%-os növekedést sikerült elérni, amely az évtized végére fokozatosan csökkent, részben a makrogazdasági körülmények, részben a világgazdasági helyzet miatt. A 2006-os nyári háború jelentős károkat okozott az infrastruktúrában, gazdaságban, s a helyreállítás csak lassan indul meg. A szíriai konfliktus, és többek között a beáramló mintegy 2 millió szíriai menekült miatt lelassult a gazdasági növekedés. 2014-2016 között a GDP reál növekedési üteme 1-2%-ra esett vissza. 
2020 márciusában az ország a hatalmas államadóssága miatt csődöt jelentett. Ugyanezen év augusztusában a bejrúti kikötőben bekövetkezett robbanás további milliárdos károkat okozott az ország gazdaságának, ami miatt a kormány 10 milliárd dolláros segélyt kért a Nemzetközi Valutaalaptól. Az elemzések szerint az okozott károkra rámehet a GDP 14%-a és a gazdasági visszaesés 24%-os lehet.

### Gazdasági ágazatok

#### Mezőgazdaság
A hegyvidéki területeken az állattartás (juh, kecske) jellemző. A mezőgazdasági termények között megemlítendő a citrusfélék, szőlő, paradicsom, alma, zöldségek, burgonya, olajbogyó, dohány.

#### Ipar
Ásványkincsekben szegény ország, ipara viszonylag fejletlen. Gazdaságának fő jövedelme a kereskedelemből, pénzügyi szolgáltatásokból származott.
Főbb ágazatok: pénzügyi szolgáltatások, élelmiszerfeldolgozás, ékszer- és cementgyártás, textilipar, ásványi és vegyi termékek, továbbá fa- és bútoripari termékek gyártása, kőolajfinomítás, fémgyártás, borászat. 

#### Külkereskedelem
Külkereskedelme a CIA World Factbook alapján :
- Fő importcikkek: kőolajtermékek, gépjárművek, gyógyszerek, ruházat, a hús és élő állatok, fogyasztási cikkek, szövet, dohány, elektromos gépek és berendezések, vegyszerek
- Fő exportcikkek: ékszer, nemesfémek, vegyi anyagok, fogyasztási cikkek, gyümölcs és zöldség, dohány, építési nyersanyagok, elektromos gépek és kapcsolók, papír

Főbb partnerek 2019-ben: 
- Import:  Egyesült Arab Emírségek 11%,  Kína 10%, Olaszország 8%, Görögország 8%, Törökország 7%, Egyesült Államok 6%
- Export:  Svájc 27%,  Egyesült Arab Emírségek 15%,  Dél-Korea 11%, Szaúd-Arábia 7%, Kuvait 6%

#### Az országra jellemző egyéb ágazatok
Turizmus, halászat.

## Közlekedés

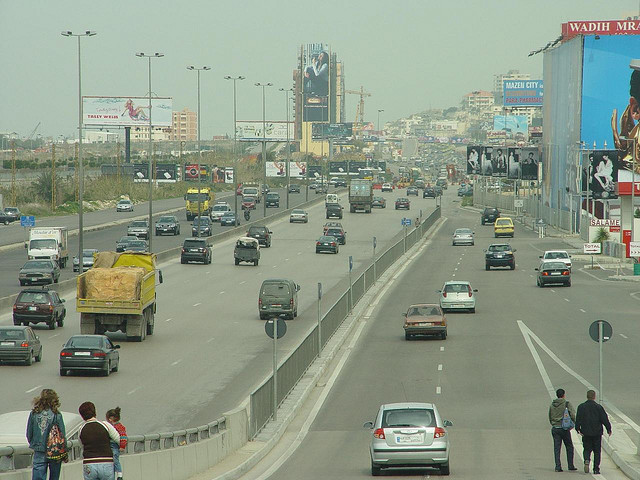
Egy főút Bejrútban

### Közút
Közúthálózatának 7300 km a hossza.
Gyorsforgalmi utak:
- Beirut – Tripoli: 81 km.
- Beirut – Kfar Badde: 65 km.
- Beirut – Sofar: 26 km.
- Tripoli – Khane: 20 km.

### Vasút
Az országnak korábban volt, ma azonban nincs vasúthálózata.

### Egyéb
Ezenkívül 12 kikötő és 5 repülőtér is van Libanonban, melyek közül a legjelentősebb a bejrúti kikötő és a Bejrút–Rafic Hariri nemzetközi repülőtér.

## Telekommunikáció
| Hívójel prefix | OD |
| ITU zóna       | 39 |
| CQ zóna        | 20 |

## Kultúra
Libanon a föníciaiak otthona volt, ezt követően az asszírok, a görögök, a rómaiak, a perzsák, az arabok, a középkori keresztesek, az oszmán törökök és a franciák hódították meg. Ez tükröződik Libanon sokszínű népességében és mai kultúrájában is.

### Társadalom
A régóta fennálló iszlám és keresztény hagyományok mélyen beépültek a társadalmi normákba és elvárásokba. Az életmód azonban tükrözi az európai hatásokat is. Ennek oka részben partvidékének Európához való közelsége (mint a kelet-nyugati kereskedelem kulcsfontosságú kapcsolattartó pontja), valamint a francia megszállás időszaka is.
Gyakori például a városok utcáin, hogy az embereken mind a hagyományos libanoni öltözéket, mind a modern európai divatot látni.
Libanon kollektivistább, mint a nyugati társadalom. Az egyének „csoportok” tagjaiként fogják fel magukat, ahol a családot a társadalom legfontosabb egységének tekintik. A csoportok érdekei általában felülírják az egyének érdekeit, még akkor is, ha ütköznek azzal. Az időseket mélyen tisztelik; az apa vagy a legidősebb férfi a család „pátriárkája”.
A legtöbb arab fővároshoz képest Bejrút modernebb és kulturálisan liberálisabb, Damaszkuszhoz, Kairóhoz vagy Bagdadhoz képest. Toleránsabb mind a férfiak és nők közötti kapcsolatok, mind a homoszexualitás tekintetében. A házasság előtti szexuális kapcsolat is jellemző, bár ezt mind a muszlim, mind a keresztény hívők elítélik.
Libanon a média egyik közel-keleti központja, továbbá a legliberálisabb és legnagyobb fokú sajtószabadsággal rendelkező ország az arab világban. A Riporterek Határok Nélkül szervezet alapján "a médiának nagyobb szabadsága van Libanonban, mint bármely más arab országban". Ez volt az első arab ország, amely engedélyezte a privát rádió- és TV-csatornát.

### Oktatási rendszer
Libanonban a három fő nyelvet, az angolt és/vagy a franciát és az arabot tanítják az iskolákban. Az angol vagy a francia, a matematika és a természettudományok kötelező oktatási tárgy minden iskola számára.
A libanoni oktatási rendszer öt szakaszból áll.
Érdemes megjegyezni, hogy a becslések szerint a libanoni diákok kétharmada magániskolákba jár. A felsőoktatásban a bejrúti Libanoni Egyetem az egyetlen állami intézmény.
2015 áprilisában Elias Bou Saab oktatási miniszter elismerte az állami iskolákban fennálló számtalan kihívást és hiányosságot. Például Libanon modern kori történelmével kapcsolatos nemzeti nézeteltérések miatt a helyi történelemtankönyvek csak az 1943 előtti eseményekkel foglalkoznak.

### Kulturális intézmények

#### Kulturális világörökség
Az UNESCO által elismerten a kulturális világörökség része:
- Andzsar (wd), az omajjádok városának romjai;
- Baalbek;
- Büblosz;
- Türosz;
- Kádísa-völgy (wd) (a Szent-völgy) és az Isten Cédrusainak Erdeje (wd) (Hors Arz er-Ráb)

### Művészetek

#### Zene
Míg a hagyományos népzene továbbra is népszerű, a nyugati és a hagyományos arab stílusokat összeegyeztető modern zene, pl. a pop is népszerűvé vált.
Kairó mellett Bejrút az arab zene egyik központja.

### Képek

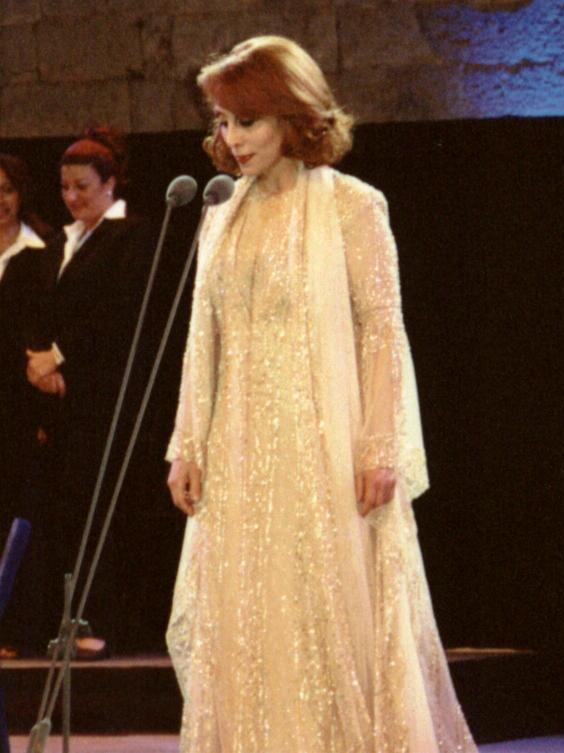
Fajrúz
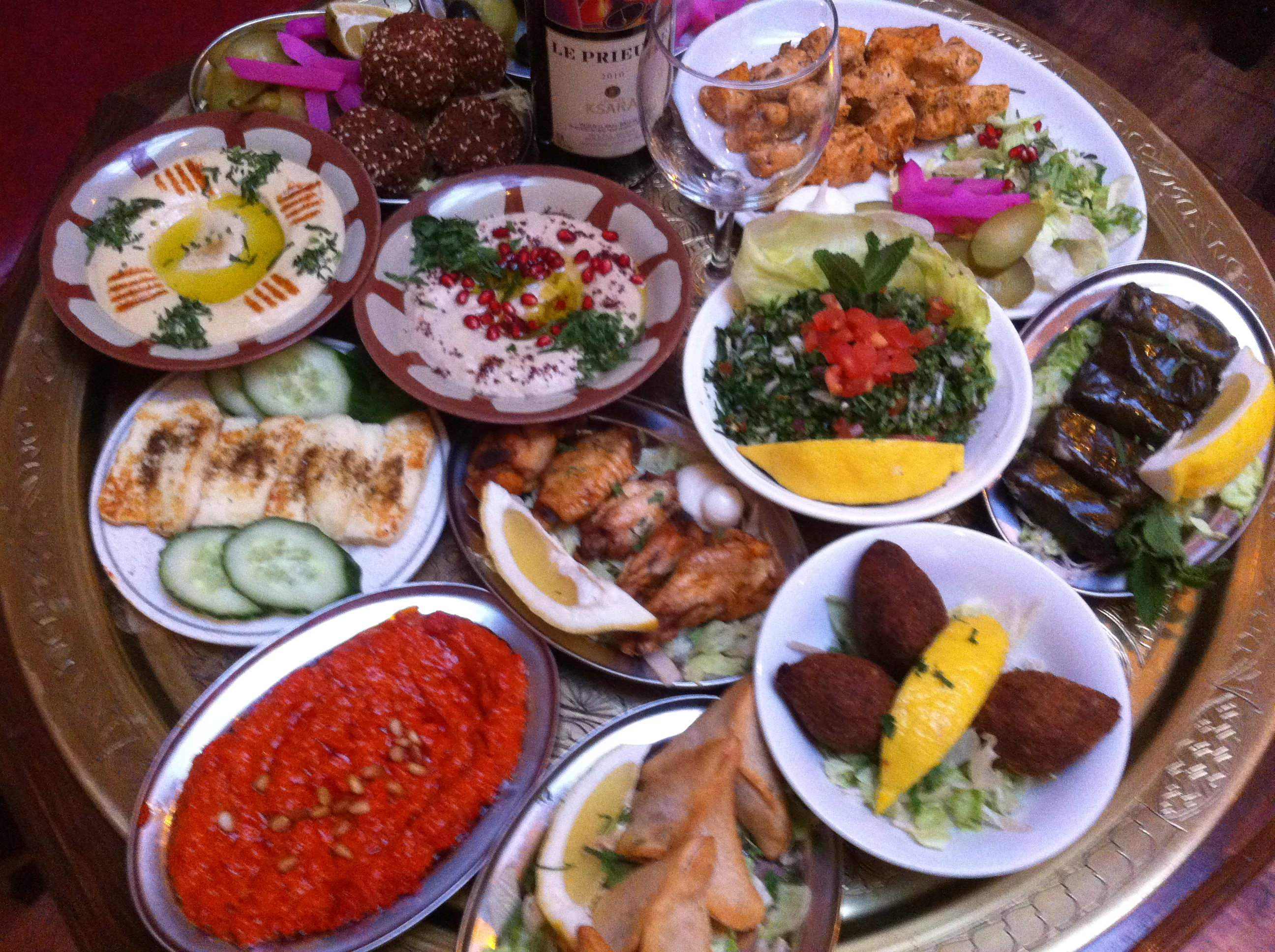
Libanoni ételek
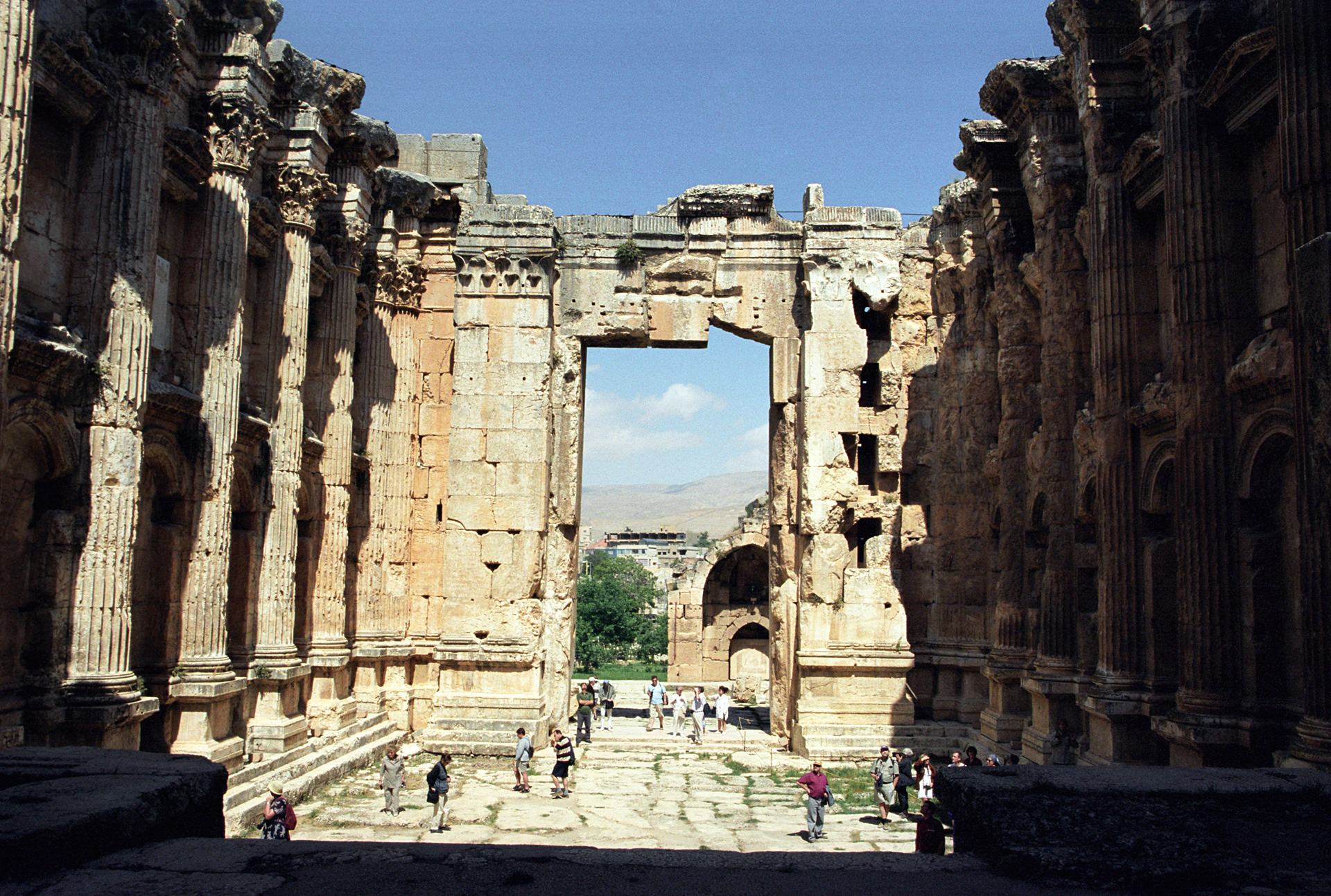
Baalbek romjai
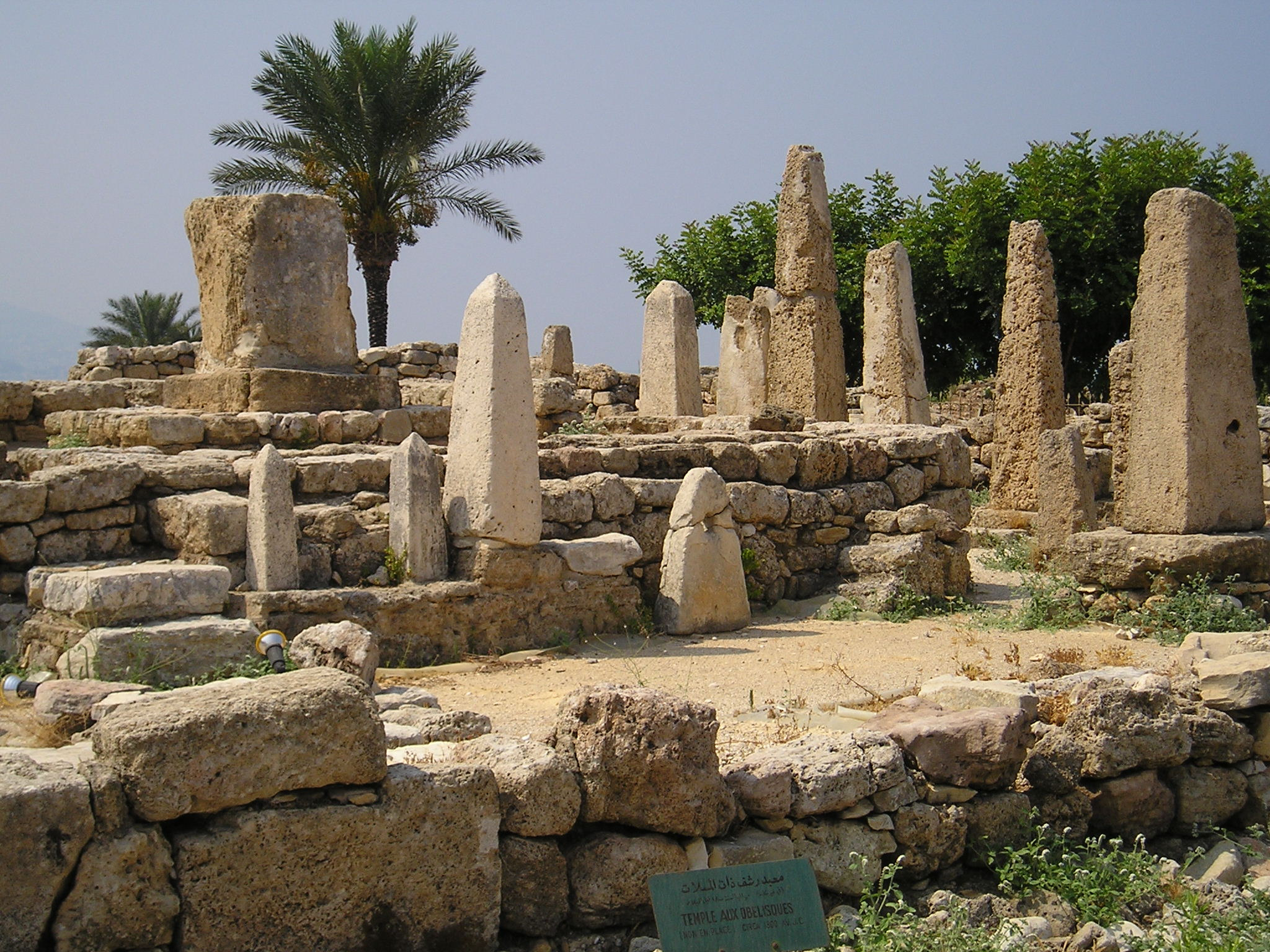
Büblosz romjai
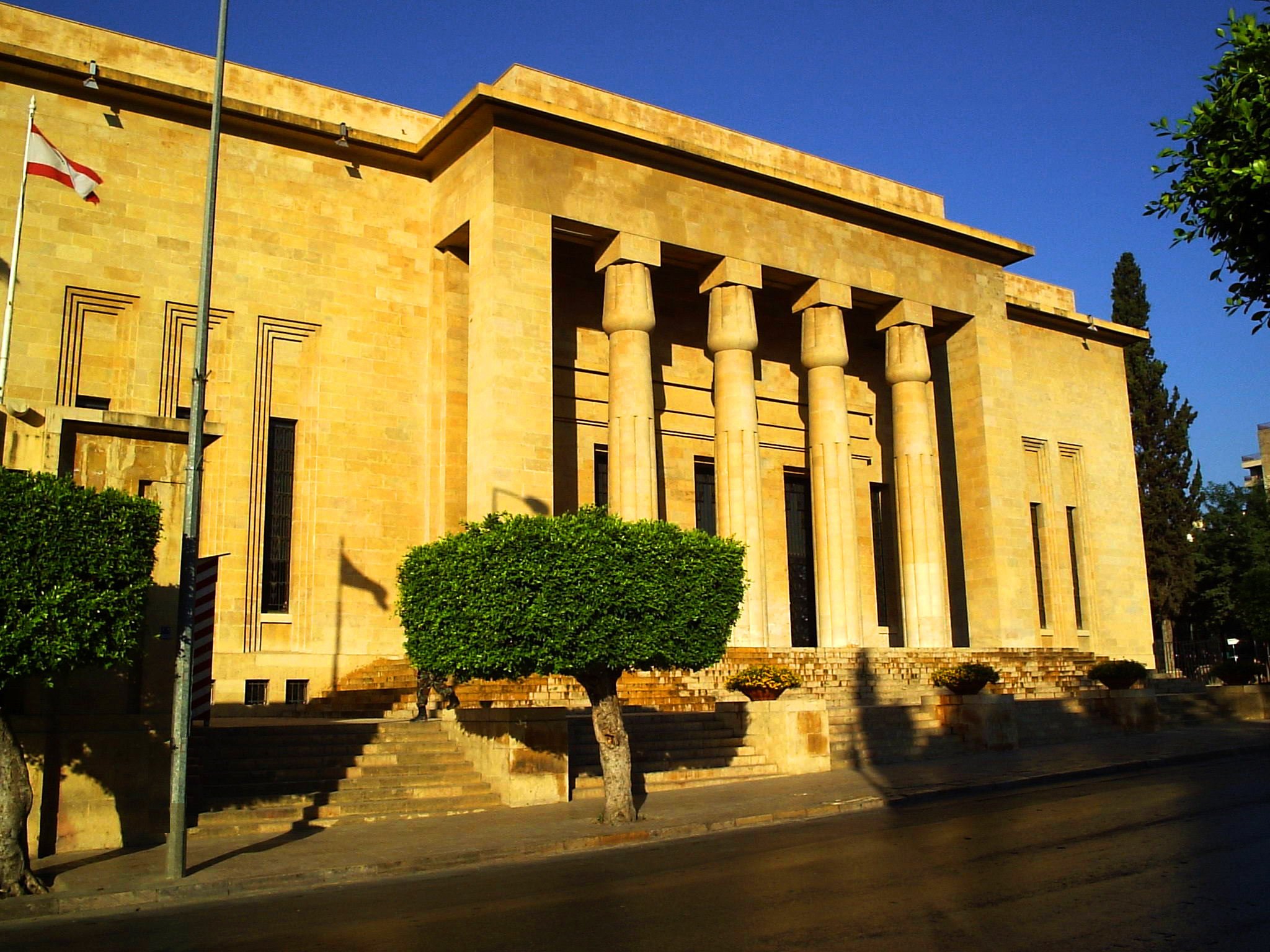
Bejrúti Nemzeti Múzeum

## Turizmus
Libanon éghajlata kitűnő lehetőséget kínál a kikapcsolódásra. Az ország bővelkedik látnivalókban. A libanoni polgárháború előtt Bejrútot a "Közel-Kelet Párizsa" vagy "a közel-keleti gyöngyszem" néven emlegették. Bevételének egyötöde akkor a turizmusból származott. Az arab és francia konyha ízes remekei, a tengerparti üdülőhelyek, a szidóni és bübloszi lovagvárak, a régi föníciai és római települések maradványai, a gyönyörű tájak, a Bekaa-völgy látvány a Libanoni-hegységen áthaladó Dah-el-Beidar hágóról, a havas hegyek nyújtotta sportolási lehetőségek Libanont méltán tették igazi turistaparadicsommá.  A 2010 előtti években a politikai stabilitás és a biztonság fokozódása miatt a beérkező turisták száma ismét jelentősen növekedett, ami az időnkénti izraeli beavatkozások és a szír polgárháború miatt újra visszaesett.
Fő látnivalók:
- Zaarour (síközpont)
- Dzsejta barlangrendszere (Jeita Grotto), 18 km-re Bejrúttól
- Bejrút (Hamra Str., The Corniche, múzeumok)
- A világörökségi helyszínek (Baalbek, Büblosz, Türosz stb.)
- keresztes kori várak
- Tengerpart: Raouché Pigeons' Rocks, Chekka
- Tripoli
- Vízesések (főleg a Baatara Gorge és a Chowan)
- Beit ed-Din-i (Beiteddine) palota
- Kárún-tó (Lake Qaraoun)

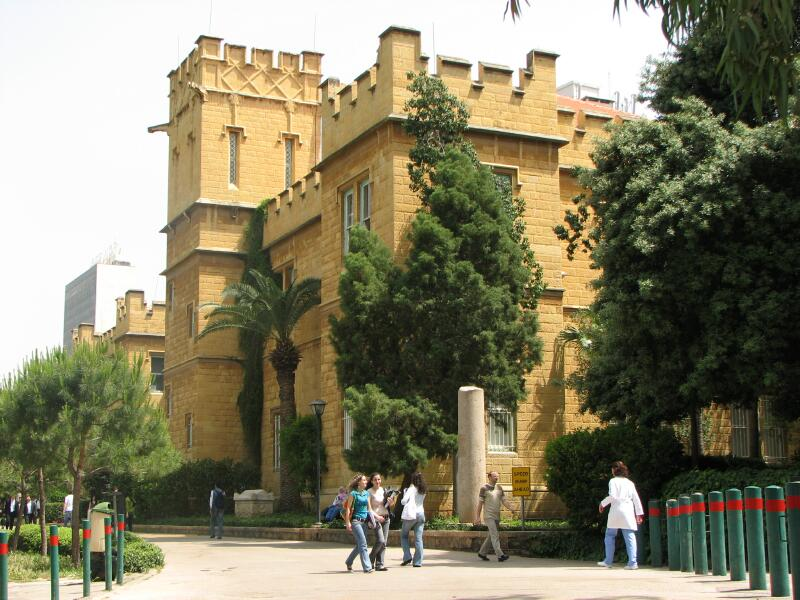
Bejrút, az Amerikai Egyetem régészeti múzeuma
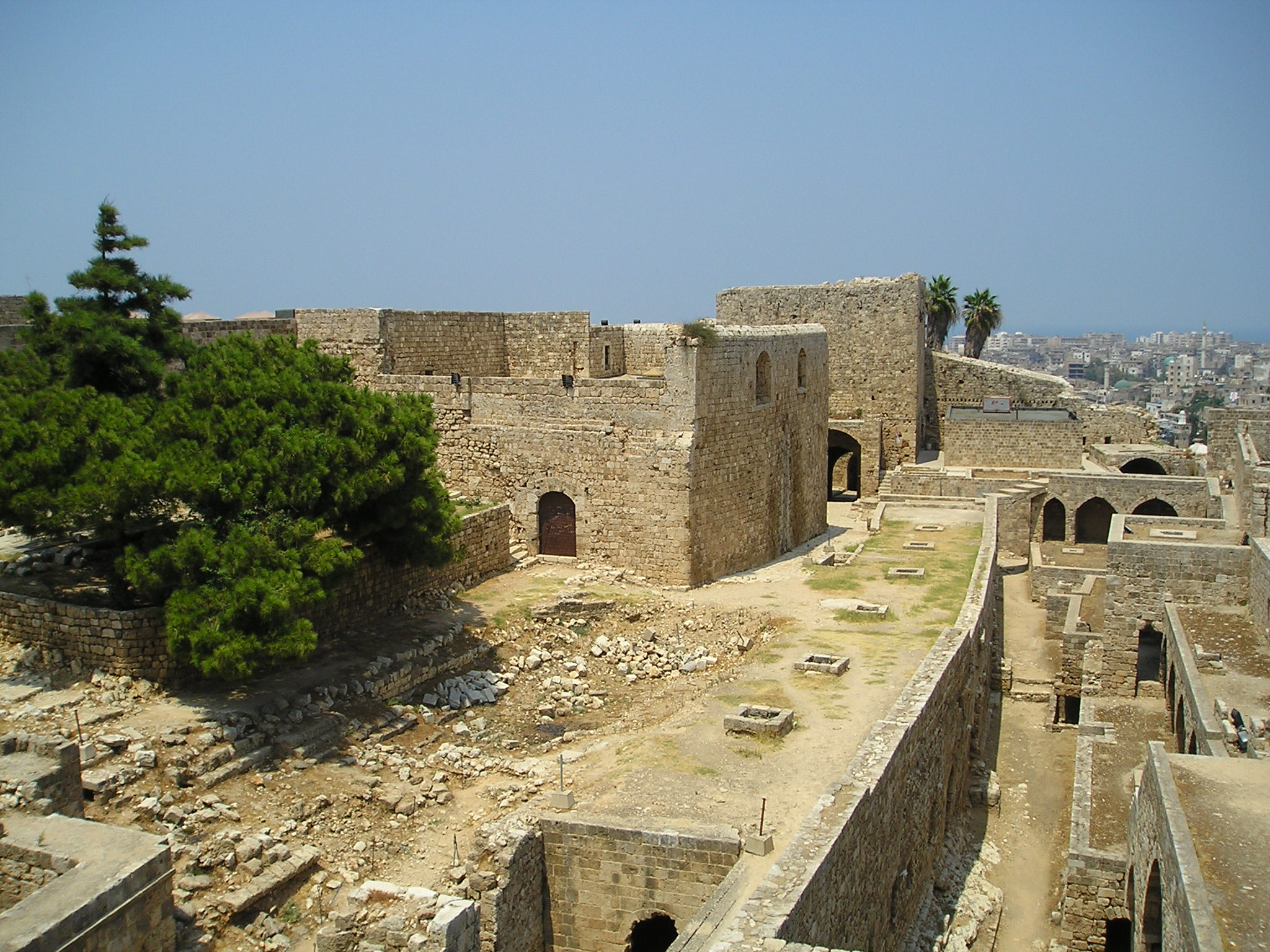
Keresztes vár, Raymond de Saint-Gilles
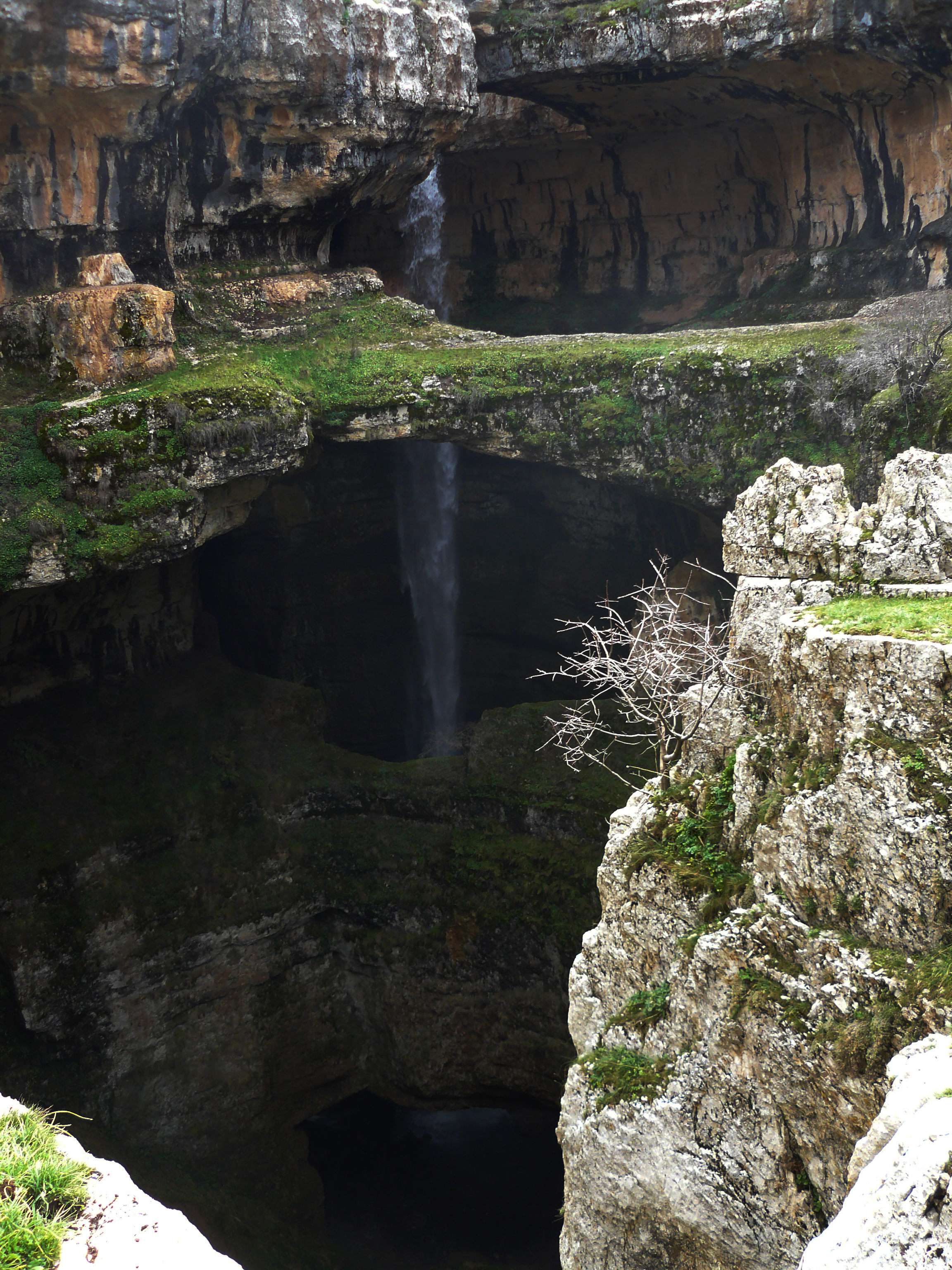
Baatara gorge vízesése
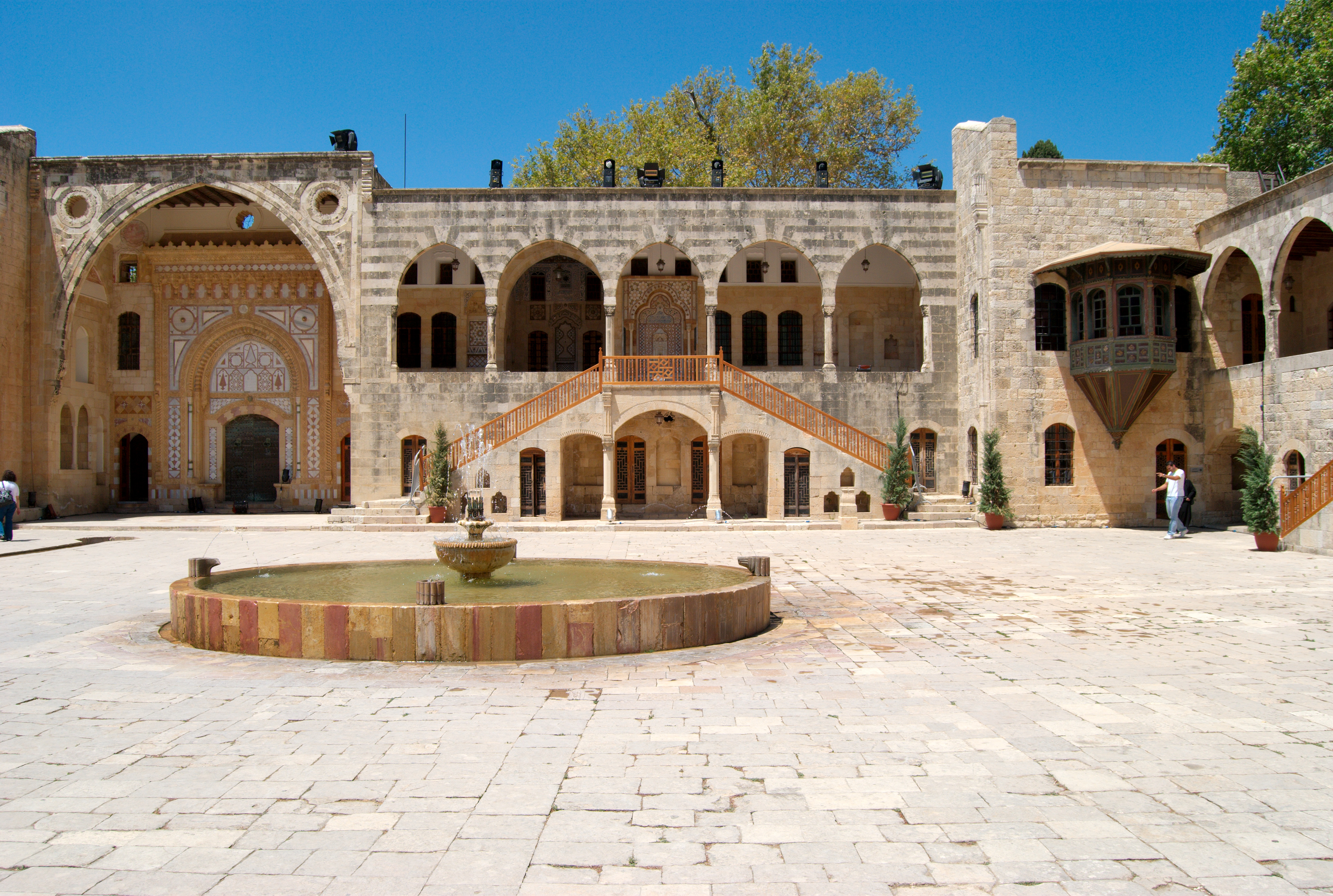
Beit ed-Din-i palota belső udvara
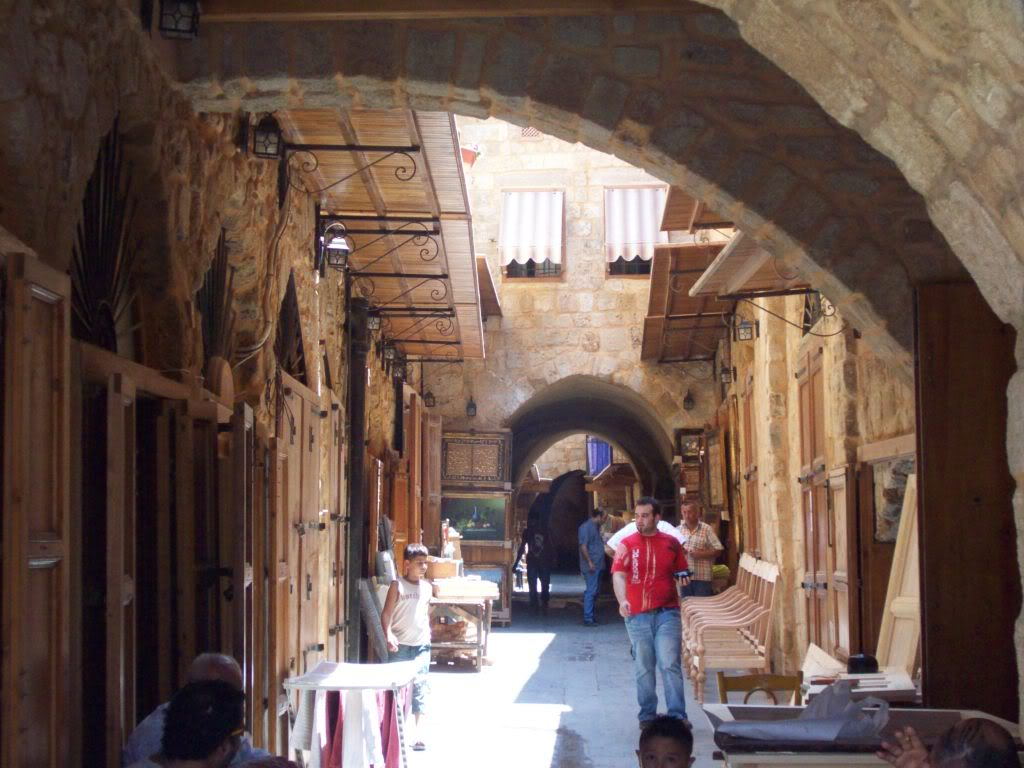
Szidón óvárosa

## Sport
A legnépszerűbb sportok a labdarúgás, a kosárlabda és a rögbi. Az ország földrajzának köszönhetően téli és nyári sportok is egyaránt űzhetőek.

### Labdarúgás
A cédrusoknak becézett nemzeti labdarúgó-válogatott még kvalifikált egyik labdarúgó-világbajnokságra se, de az Al-Ahed FC első alkalommal nyerte meg az AFC-kupát 2019-ben.

### Olimpia
Az ország függetlenedése óta minden nyári olimpiai játékokon képviseltette magát, és két év kihagyásával majdnem minden téli játékokon is. Eddig összesen 4 érmet nyert, 2 ezüstöt és 1 bronzot bírkózás, illetve 1 bronzot súlyemelés számból.

## Ünnepek
| Dátum                              | Elnevezés                         | Arab név               | Francia név                         | Megjegyzés |
| ---------------------------------- | --------------------------------- | ---------------------- | ----------------------------------- | --- |
| Január 1.                          | Újév                              | رأس السنة              | Nouvel an                           | |
| Január 6.                          | Vízkereszt és örmény karácsony    |                        | Épiphanie, Noël Arménien            | Az ünnepet 2003-ban hivatalosan elismerték Libanonban Az örmények ünneplik.                                                         |
| Február 9.                         | Szent Maron napja                 | عيد مار مارون          | Fête de Saint-Maron                 | A maroniták ünneplik. |
| Március 25.                        | Jézus születésének hírüladása     | عيد البشارة            | Fête de l'Annonciation              | Muszlimok és keresztények is ünneplik.                                                                                              |
| Mozgóünnep                         | Nagypéntek                        | جمعة الآلام            | Vendredi Saint                      | Húsvétvasárnapot megelőző pénteken ünneplik. A nyugati és keleti egyházi dátumokat is tartják.                                      |
| Mozgóünnep                         | Húsvétvasárnap                    | الفصح المجيد           | Pâques                              | A nyugati és keleti egyházi dátumokat is tartják.                                                                                   |
| Május 1.                           | A munka ünnepe                    | عيد العمّال             | Fête du Travail                     | |
| Május 6.                           | Mártírok napja                    | عيد الشهداء            | Jour des martyrs                    | Szíriai és libanoni ünnep, ami az 1916. május 6-án Dzsemal pasa által kivégzett bejrúti és damaszkuszi nacionalistákra emlékezik.   |
| Május 25.                          | Felszabadulás és ellenállás napja | عيد المقاومة و التحرير | Fête de la Libération et Résistance | 2000-ben az izraeli csapatok Dél-Libanonból való kivonásának ünnepe.                                                                |
| Augusztus 15.                      | Mária mennybevétele               | عيد إنتقال العذراء     | Assomption de Marie                 | |
| November 22.                       | Függetlenség napja                | عيد الإستقلال          | Fête nationale                      | Elsődleges nemzeti ünnep, a franciáktól 1943-ban elnyert függetlenségre emlékezve                                                   |
| December 25.                       | Karácsony                         | عيد الميلاد            | Noël                                | |
| Az muszlim naptár szerinti ünnepek |                                   |                        |                                     | |
| Muharram 1.                        | Iszlám újév                       | رأس السنة الهجرية      | Nouvel an islamique                 | Franciául még: 1er Muharram |
| Muharram 10.                       | Ásúrá                             | ذكرى عاشوراء           | Fête de l’Achoura                   | |
| Rabi' al-awwal 12.                 | Maulid                            | مولد النبي             | Mawlid                              | Rabi' al-awwal 12. a szunnitáknál, míg a síitáknál Rabi' al-awwal 17. Franciául még: mouloud, mouled, maoulide vagy Mawlid al-Nabi. |
| Shawwal 1.                         | A böjt megtörésének ünnepe        | عيد الفطر              | Aïd el-Fitr                         | Az ünnep 3 napig tart shawwal 3-ig.                                                                                                 |
| Dhu al-Hijjah 10.                  | Áldozati ünnep                    | عيد الأضحى             | Aïd el-Kebir                        | Az ünnep 3 napig tart dhu al-hijjah 13-ig, franciául még: la Fête du sacrifice, Aïd al Adha vagy Eid el-Kebir                       |

| Dátum         | Elnevezés            | Arab név           | Francia név          | Megjegyzés                    |
| ------------- | -------------------- | ------------------ | -------------------- | ----------------------------- |
| Február 15.   | Szent Vartan napja   |                    |                      | A libanoni örmények ünneplik. |
| Március 9.    | Tanárok napja        | عيد المعلم         | Fête des professeurs |                               |
| Március 21.   | Anyák napja          | عيد الأم           | Fête des Mères       |                               |
| November 1.   | Mindenszentek        | عيد جميع القديسين  | Toussaint            |                               |
| Mozgóünnep    | Mennybemenetel       | عيد الصعود         | Jour de l'Ascension  |                               |
| Szeptember 8. | Szűz Mária születése | ميلاد مريم العذراء | Nativité de Marie    |                               |

## Fordítás
- Ez a szócikk részben vagy egészben  a   History of Lebanon című angol Wikipédia-szócikk ezen változatának fordításán alapul.  Az eredeti cikk szerkesztőit annak laptörténete sorolja fel. Ez a jelzés csupán a megfogalmazás eredetét és a szerzői jogokat jelzi, nem szolgál a cikkben szereplő információk forrásmegjelöléseként.